# Wigner-Medaille

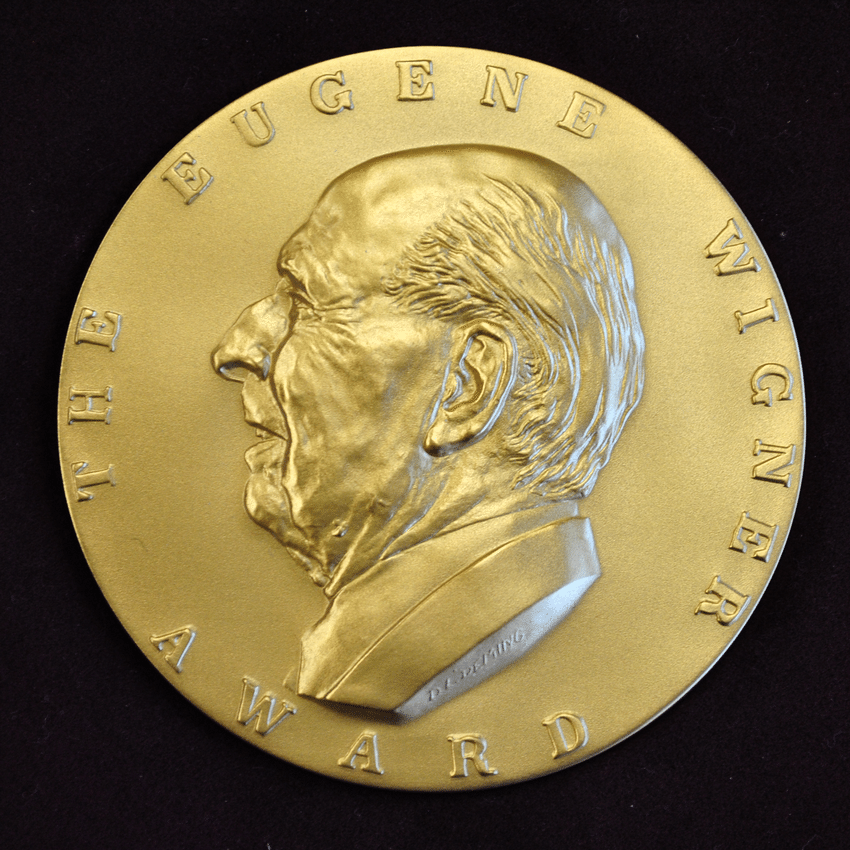
Die Wigner-Medaille 2014

Die Wigner-Medaille (Wigner Medal) war eine Auszeichnung für herausragende gruppentheoretische Beiträge zur Physik. Sie wurde zu Ehren des ungarischen Physikers und Nobelpreisträgers Eugene Paul Wigner (1902–1995) gestiftet.
Die Wigner-Medaille wurde zweijährlich von der Group Theory and Fundamental Physics Foundation verliehen.
2022 folgte der Weyl-Wigner Award des Standing Committee of the International Colloquium on Group Theoretical Methods  (ICGTM) der Auszeichnung nach. Erste Preisträger war Nikolai Jurjewitsch Reschetichin.
2023 wurde unter dem Namen Wigner-Medaille eine neue Auszeichnung für alle herausragende Beiträge zur theoretischen Physik ins Leben gerufen und bereits an drei Preisträger vergeben. Diese Medaille hat weder den Anspruch, die Tradition der bisherigen Wigner-Medaille fortzuführen, noch den Rückhalt der bisherigen Stifter aus dem ICGTM.

## Preisträger
- 1978: Valentine Bargmann und Eugene Paul Wigner
- 1980: Israel Gelfand
- 1982: Louis Michel
- 1984: Juval Ne’eman
- 1986: Feza Gürsey
- 1988: Isadore M. Singer
- 1990: Francesco Iachello
- 1992: Julius Wess und Bruno Zumino
- 1994: keine Verleihung
- 1996: Victor Kac und Robert Moody
- 1998: Marcos Moshinsky
- 2000: Lochlainn O’Raifeartaigh
- 2002: Harry Lipkin
- 2004: Erdal İnönü
- 2006: Susumu Ōkubo
- 2008: keine Verleihung
- 2010: Michio Jimbō
- 2012: Alden Mead
- 2014: Joshua Zak
- 2016: Bertram Kostant
- 2018: Pavel Winternitz

## Preisträger Weyl-Wigner Award
- 2022: Nicolai Reshetikhin

## Preisträger der neuen Wigner-Medaille
- 2020: Yvette Kosmann-Schwarzbach
- 2022: Iwo Białynicki-Birula und Daniel Greenberger